# Hydropsyche sarpedon
Hydropsyche sarpedon là một loài Trichoptera trong họ Hydropsychidae. Chúng phân bố ở miền Cổ bắc.